# DDR-Einzelmeisterschaft im Schach 1983
Die 32. DDR-Einzelmeisterschaft im Schach fand vom 5. bis 20. Februar 1983 in Cottbus statt.
Die Teilnehmer hatten sich über das sogenannte Dreiviertelfinale sowie ein System von Vorberechtigungen und Freiplätzen für diese Meisterschaft qualifiziert. Schiedsrichter war der Berliner Uwe Bade. 

## Meisterschaft der Herren
Erstmals vergab der DDR-Schachverband den Meistertitel gemeinsam an zwei Spieler. Die zuvor üblichen Stichkämpfe waren abgeschafft worden und auch die Feinwertung sollte bei Punktgleichheit nicht über den Titel entscheiden. Somit teilten die Meister der beiden letzten Jahre den Titel diesmal unter sich. Uhlmann lag lange Zeit knapp vorn, in Runde 10 holte Knaak den Rückstand auf und im weiteren Verlauf blieben beide Spieler punktgleich. Es folgten die weiteren etablierten Spieler angeführt von Fernschach-Europameister Hans-Ulrich Grünberg und dem dritten Großmeister im Feld Lothar Vogt.

### Abschlusstabelle
|     | Teilnehmer                               | 01 | 02 | 03 | 04 | 05 | 06 | 07 | 08 | 09 | 10 | 11 | 12 | 13 | 14 | Punkte |
| --- | ---------------------------------------- | -- | -- | -- | -- | -- | -- | -- | -- | -- | -- | -- | -- | -- | -- | ------ |
| 1/2 | Wolfgang Uhlmann (Post Dresden)          |    | ½  | ½  | ½  | ½  | 1  | 1  | 1  | ½  | 1  | ½  | 1  | 1  | 1  | 10     |
| 1/2 | Rainer Knaak (SG Leipzig)                | ½  |    | 0  | ½  | ½  | ½  | 1  | 1  | 1  | 1  | 1  | 1  | 1  | 1  | 10     |
| 03  | Hans-Ulrich Grünberg (Lok Schwerin)      | ½  | 1  |    | ½  | 0  | ½  | ½  | 1  | 0  | 1  | 1  | 1  | 1  | 1  | 09     |
| 04  | Lothar Vogt (SG Leipzig)                 | ½  | ½  | ½  |    | 1  | 0  | ½  | 1  | ½  | 1  | ½  | ½  | ½  | 1  | 08     |
| 05  | Uwe Bönsch (Buna Halle-Neustadt)         | ½  | ½  | 1  | 0  |    | ½  | ½  | ½  | 1  | 1  | 0  | ½  | 1  | 1  | 08     |
| 06  | Thomas Casper (SG Leipzig)               | 0  | ½  | ½  | 1  | ½  |    | ½  | ½  | ½  | 1  | ½  | ½  | 1  | ½  | 07½    |
| 07  | Lutz Espig (Buna Halle-Neustadt)         | 0  | 0  | ½  | ½  | ½  | ½  |    | ½  | ½  | 1  | ½  | 1  | 1  | ½  | 07     |
| 08  | Raj Tischbierek (SG Leipzig)             | 0  | 0  | 0  | 0  | ½  | ½  | ½  |    | 1  | ½  | 1  | 1  | ½  | 1  | 06½    |
| 09  | Alexander Goldberg (Post Dresden)        | ½  | 0  | 1  | ½  | 0  | ½  | ½  | 0  |    | 0  | ½  | ½  | 1  | 1  | 06     |
| 10  | Thomas Pähtz (Funkwerk Erfurt)           | 0  | 0  | 0  | 0  | 0  | 0  | 0  | ½  | 1  |    | 1  | 1  | 1  | 1  | 05½    |
| 11  | Wolfram Heinig (SG Leipzig)              | ½  | 0  | 0  | ½  | 1  | ½  | ½  | 0  | ½  | 0  |    | 0  | 0  | 1  | 04½    |
| 12  | Robert Jaster (Schiffahrt/Hafen Rostock) | 0  | 0  | 0  | ½  | ½  | ½  | 0  | 0  | ½  | 0  | 1  |    | 0  | ½  | 03½    |
| 13  | Ralf Schöne (Empor Potsdam)              | 0  | 0  | 0  | ½  | 0  | 0  | 0  | ½  | 0  | 0  | 1  | 1  |    | ½  | 03½    |
| 14  | Harald Matthey (Lok Stahlbau Dessau)     | 0  | 0  | 0  | 0  | 0  | ½  | ½  | 0  | 0  | 0  | 0  | ½  | ½  |    | 02     |

### Dreiviertelfinale
Das Dreiviertelfinale der Herren fand Anfang August 1982 in Jüterbog statt. Die Fachpresse kritisierte den seit einigen Jahren üblichen Modus in kleinen Gruppen, bei dem eine Verlustpartie im Kampf um die vorderen Plätze kaum noch auszugleichen ist.
Gruppe A
|   | Teilnehmer                                 | 01 | 02 | 03 | 04 | 05 | 06 | 07 | 08 | Punkte |
| - | ------------------------------------------ | -- | -- | -- | -- | -- | -- | -- | -- | ------ |
| 1 | Harald Matthey (Lok Stahlbau Dessau)       |    | 0  | ½  | 1  | 1  | ½  | 1  | 1  | 5      |
| 2 | Raj Tischbierek (SG Leipzig)               | 1  |    | ½  | 0  | 1  | 1  | 0  | 1  | 4½     |
| 3 | Joachim Brüggemann (Funkwerk Erfurt)       | ½  | ½  |    | 0  | 1  | 1  | 1  | ½  | 4½     |
| 4 | Udo Seidens (Lok Gera)                     | 0  | 1  | 1  |    | 0  | 0  | ½  | 1  | 3½     |
| 5 | Gernot Gauglitz (Post Dresden)             | 0  | 0  | 0  | 1  |    | ½  | 1  | 1  | 3½     |
| 6 | Jens Kapischka (TH Magdeburg)              | ½  | 0  | 0  | 1  | ½  |    | 1  | ½  | 3½     |
| 7 | Eckhard Jeske (Schiffahrt/Hafen Rostock)   | 0  | 1  | 0  | ½  | 0  | 0  |    | 1  | 2½     |
| 8 | Klaus-Dieter Heckert (Vorwärts Strausberg) | 0  | 0  | ½  | 0  | 0  | ½  | 0  |    | 1      |

Gruppe B
|   | Teilnehmer                           | 01 | 02 | 03 | 04 | 05 | 06 | 07 | 08 | Punkte |
| - | ------------------------------------ | -- | -- | -- | -- | -- | -- | -- | -- | ------ |
| 1 | Ralf Schöne (Empor Potsdam)          |    | 1  | 0  | 1  | 1  | ½  | 1  | 1  | 5½     |
| 2 | Peter Enders (Funkwerk Erfurt)       | 0  |    | ½  | 1  | 1  | 1  | 1  | 1  | 5½     |
| 3 | Wolfram Heinig (SG Leipzig)          | 1  | ½  |    | ½  | 1  | ½  | 1  | 1  | 5½     |
| 4 | Dirk Poldauf (Lok Stralsund)         | 0  | 0  | ½  |    | ½  | 1  | 1  | 1  | 4      |
| 5 | Peter Hesse (Motor SO Magdeburg)     | 0  | 0  | 0  | ½  |    | 1  | 1  | 1  | 3½     |
| 6 | Hans-Eckart Lüthke (Lok Schwerin)    | ½  | 0  | ½  | 0  | 0  |    | ½  | 1  | 2½     |
| 7 | Manfred Trescher (Lok Mitte Leipzig) | 0  | 0  | 0  | 0  | 0  | ½  |    | 1  | 1½     |
| 8 | Ralf Rennoch (Chemie Lichtenberg)    | 0  | 0  | 0  | 0  | 0  | 0  | 0  |    | 0      |

Gruppe C
|   | Teilnehmer                                 | 01 | 02 | 03 | 04 | 05 | 06 | 07 | 08 | Punkte |
| - | ------------------------------------------ | -- | -- | -- | -- | -- | -- | -- | -- | ------ |
| 1 | Thomas Pähtz (Funkwerk Erfurt)             |    | ½  | ½  | ½  | 1  | 1  | 1  | 1  | 5½     |
| 2 | Alexander Goldberg (Post Dresden)          | ½  |    | ½  | 1  | ½  | 1  | 0  | 1  | 4½     |
| 3 | Karsten Volke (Aktivist Schwarze Pumpe)    | ½  | ½  |    | 0  | 1  | 1  | 0  | 1  | 4      |
| 4 | Hans-Joachim Grottke (Dynamo Potsdam)      | ½  | 0  | 1  |    | ½  | 0  | 1  | ½  | 3½     |
| 5 | Dietrich Zeidler (Motor Suhl)              | 0  | ½  | 0  | ½  |    | 1  | 1  | ½  | 3½     |
| 6 | Manfred Schöneberg (SG Leipzig)            | 0  | 0  | 0  | 1  | 0  |    | 1  | 1  | 3      |
| 7 | Manfred Pape (Motor Wernigerode)           | 0  | 1  | 1  | 0  | 0  | 0  |    | 0  | 2      |
| 8 | Christian Steudtmann (Lok Karl-Marx-Stadt) | 0  | 0  | 0  | ½  | ½  | 0  | 1  |    | 2      |

## Meisterschaft der Damen
Annett Wagner-Michel gewann ihren zweiten Meistertitel in überzeugender Manier mit großem Vorsprung vor namhafter Konkurrenz. Hinter einer Reihe renommierter Spitzenspielerinnen zeigten sich die Schwestern Gudula und Constanze Jahn deutlich verbessert.

### Abschlusstabelle
|    | Teilnehmer                                 | 01 | 02 | 03 | 04 | 05 | 06 | 07 | 08 | 09 | 10 | 11 | 12 | 13 | 14 | Punkte |
| -- | ------------------------------------------ | -- | -- | -- | -- | -- | -- | -- | -- | -- | -- | -- | -- | -- | -- | ------ |
| 01 | Annett Wagner-Michel (AdW Berlin)          |    | 1  | 1  | 1  | ½  | 1  | ½  | 1  | 1  | 1  | 1  | 1  | ½  | 1  | 11½    |
| 02 | Iris Bröder (Buna Halle-Neustadt)          | 0  |    | 1  | ½  | 1  | ½  | 1  | ½  | 1  | 1  | ½  | ½  | 1  | 1  | 09½    |
| 03 | Brigitte Burchardt (AdW Berlin)            | 0  | 0  |    | ½  | ½  | 1  | 1  | ½  | 1  | ½  | 1  | 1  | 1  | 1  | 09     |
| 04 | Marion Heintze (Buna Halle-Neustadt)       | 0  | ½  | ½  |    | ½  | ½  | ½  | ½  | ½  | ½  | 1  | 1  | 1  | 1  | 08     |
| 05 | Gudula Jahn (Buna Halle-Neustadt)          | ½  | 0  | ½  | ½  |    | ½  | ½  | 0  | ½  | 1  | ½  | ½  | 1  | 1  | 07     |
| 06 | Constanze Jahn (Buna Halle-Neustadt)       | 0  | ½  | 0  | ½  | ½  |    | 1  | 0  | ½  | 1  | ½  | 1  | ½  | ½  | 06½    |
| 07 | Ulricke Seidemann (PH Potsdam)             | ½  | 0  | 0  | ½  | ½  | 0  |    | ½  | 0  | ½  | 1  | 1  | 1  | 1  | 06½    |
| 08 | Kirsten Kowalewski (Lok Rostock)           | 0  | ½  | ½  | ½  | 1  | 1  | ½  |    | ½  | ½  | ½  | 0  | 0  | ½  | 06     |
| 09 | Ines Starck (AdW Berlin)                   | 0  | 0  | 0  | ½  | ½  | ½  | 1  | ½  |    | ½  | ½  | ½  | ½  | 1  | 06     |
| 10 | Carola Manger (Motor Weimar)               | 0  | 0  | ½  | ½  | 0  | 0  | ½  | ½  | ½  |    | ½  | 1  | ½  | ½  | 05     |
| 11 | Claudia Prußas (Motor Gohlis Nord Leipzig) | 0  | ½  | 0  | 0  | ½  | ½  | 0  | ½  | ½  | ½  |    | ½  | ½  | ½  | 04½    |
| 12 | Martina Nobis (Lok Karl-Marx-Stadt)        | 0  | ½  | 0  | 0  | ½  | 0  | 0  | 1  | ½  | 0  | ½  |    | ½  | ½  | 04     |
| 13 | Petra Gaffron (Motor Gohlis Nord Leipzig)  | ½  | 0  | 0  | 0  | 0  | ½  | 0  | 1  | ½  | ½  | ½  | ½  |    | 0  | 04     |
| 14 | Hannelore Kube (Medizin Erfurt)            | 0  | 0  | 0  | 0  | 0  | ½  | 0  | ½  | 0  | ½  | ½  | ½  | 1  |    | 03½    |

### Dreiviertelfinale
Das Dreiviertelfinale der Damen fand Mitte Juli 1982 in Berlin statt. Hauptschiedsrichter war Dieter Lentschu. Bei Punktgleichheit entschied zunächst die Anzahl der Gewinnpartien, dann die Sonneborn-Berger-Wertung. In Gruppe A war auf den Plätzen 2 bis 4 mit diesen Kriterien keine Differenzierung herstellbar.
Gruppe A
|     | Teilnehmer                            | 01 | 02 | 03 | 04 | 05 | 06 | 07 | 08 | Punkte |
| --- | ------------------------------------- | -- | -- | -- | -- | -- | -- | -- | -- | ------ |
| 1   | Gudula Jahn (Buna Halle-Neustadt)     |    | ½  | ½  | ½  | 1  | 1  | 1  | 1  | 5½     |
| 2/4 | Gesine Espig (Greika Greiz)           | ½  |    | ½  | ½  | ½  | 1  | 1  | 1  | 5      |
| 2/4 | Kirsten Kowalewski (Lok Rostock)      | ½  | ½  |    | ½  | ½  | 1  | 1  | 1  | 5      |
| 2/4 | Marion Worch (Buna Halle-Neustadt)    | ½  | ½  | ½  |    | ½  | 1  | 1  | 1  | 5      |
| 5   | Irene Winter (Motor Weimar)           | 0  | ½  | ½  | ½  |    | 1  | 1  | ½  | 4      |
| 6   | Petra Küchler (Chemie Stadtlengsfeld) | 0  | 0  | 0  | 0  | 0  |    | 1  | ½  | 1½     |
| 7   | Eva-Maria Heese (PH Potsdam)          | 0  | 0  | 0  | 0  | 0  | 0  |    | 1  | 1      |
| 8   | I. Schneider (Lok RAW Cottbus)        | 0  | 0  | 0  | 0  | ½  | ½  | 0  |    | 1      |

Gruppe B
|   | Teilnehmer                                 | 01 | 02 | 03 | 04 | 05 | 06 | 07 | 08 | Punkte |
| - | ------------------------------------------ | -- | -- | -- | -- | -- | -- | -- | -- | ------ |
| 1 | Carola Manger (Motor Weimar)               |    | 1  | ½  | ½  | 1  | 1  | 1  | ½  | 5½     |
| 2 | Petra Gaffron (Motor Gohlis Nord Leipzig)  | 0  |    | ½  | 1  | ½  | 1  | 1  | 1  | 5      |
| 3 | Claudia Prußas (Motor Gohlis Nord Leipzig) | ½  | ½  |    | ½  | 1  | 1  | ½  | 1  | 5      |
| 4 | Birgit Krutzsch (Stahl Thale)              | ½  | 0  | ½  |    | ½  | ½  | ½  | 1  | 3½     |
| 5 | Petra von der Weth (Motor Suhl)            | 0  | ½  | 0  | ½  |    | ½  | ½  | 1  | 3      |
| 6 | Sonja Wolff (Metall Gera)                  | 0  | 0  | 0  | ½  | ½  |    | ½  | 1  | 2½     |
| 7 | Doris Linke (AdW Berlin)                   | 0  | 0  | ½  | ½  | ½  | ½  |    | 0  | 2      |
| 8 | Sylvia Wenzel (TSG Wittenberg)             | ½  | 0  | 0  | 0  | 0  | 0  | 1  |    | 1½     |

Gruppe C
|   | Teilnehmer                                   | 01 | 02 | 03 | 04 | 05 | 06 | 07 | 08 | Punkte |
| - | -------------------------------------------- | -- | -- | -- | -- | -- | -- | -- | -- | ------ |
| 1 | Hannelore Kube (Medizin Erfurt)              |    | 1  | ½  | ½  | ½  | 1  | 1  | 1  | 5½     |
| 2 | Martina Nobis (Lok/TH Karl-Marx-Stadt)       | 0  |    | 0  | 1  | 1  | ½  | 1  | 1  | 4½     |
| 3 | Ulricke Seidemann (PH Potsdam)               | ½  | 1  |    | ½  | ½  | 0  | 1  | 1  | 4½     |
| 4 | Martina Keller (TSG Wittenberg)              | ½  | 0  | ½  |    | 1  | ½  | 1  | 1  | 4½     |
| 5 | Karin Timme (Rotation Schwedt)               | ½  | 0  | ½  | 0  |    | 1  | 1  | 1  | 4      |
| 6 | Cornelia Hobusch (Motor Gohlis Nord Leipzig) | 0  | ½  | 1  | ½  | 0  |    | ½  | 1  | 3½     |
| 7 | Kerstin Topel (Motor Gohlis Nord Leipzig)    | 0  | 0  | 0  | 0  | 0  | ½  |    | ½  | 1      |
| 8 | Marina Hoffmann (AdW Berlin)                 | 0  | 0  | 0  | 0  | 0  | 0  | ½  |    | 0½     |

## Jugendmeisterschaften
| Altersklasse | männlich                                 | weiblich                            |
| ------------ | ---------------------------------------- | ----------------------------------- |
| 07/08        | Ronny Gaerths (Stahl Niederschönhausen)  | Janet Wunder (AROS Gera-Langenberg) |
| 09/10        | Jörg Bauer (Buna Halle-Neustadt)         | Sandra Geupel (Post Dresden)        |
| 11/12        | Dirk Rosenthal (TSG Oberschöneweide)     | Diana Stephan (Stah Finow)          |
| 13/14        | Thomas Piasecki (Fortschritt Nord Forst) | Diana Losch (ISG Apolda)            |
| 15/16        | Matthias Rösler (Post Dresden)           | Grit Geißler (Post Dresden)         |
| 17/18        | Mathias Womacka (Lok Karl-Marx-Stadt)    | Karin Timme (Rotation Schwedt)      |